# Eohelodites orbiculatus
Eohelodites orbiculatus là một loài bọ cánh cứng trong họ Scirtidae. Loài này được Hong miêu tả khoa học năm 2002.